# Togylet (Kyrkhults socken, Blekinge, 625276-142357)
Togylet är en sjö i Olofströms kommun i Blekinge och ingår i Skräbeåns huvudavrinningsområde.